# Watling Street

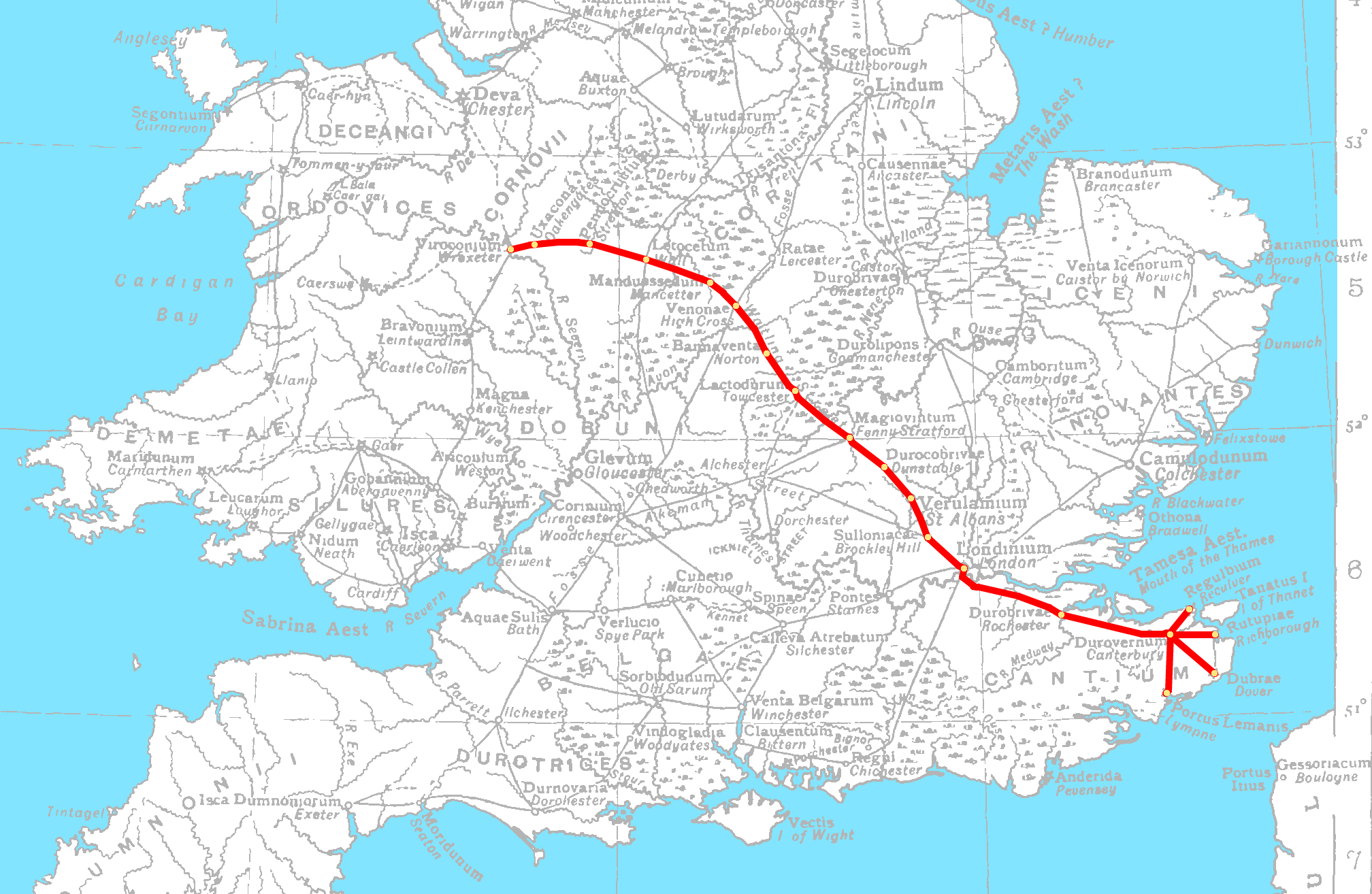
Przebieg Watling Street na mapie

Watling Street – jedna z ważniejszych rzymskich dróg w Brytanii, łącząca porty (Dover, Richborough, Lympne i Reculver) z Londynem i St Albans.
Droga pierwotnie była traktem wykorzystywanym przez ludy tubylcze Brytanii jeszcze przed przybyciem Rzymian. Jej najczęściej używany odcinek łączył dzisiejsze Canterbury z St Albans. Po podboju Brytanii drogę utwardzono od Richborough (Latin Rutupiae), gdzie wylądowały wojska rzymskie. Biegła przez Canterbury, Rochester do Thorney Isle. Pierwotnie droga nie docierała do Londynu ze względu na brak mostu.
Dalej droga biegła do St Albans (rzymskie Verulamium), krzyżując się w międzyczasie z Fosse Way w High Cross. Następnie kierowała się do Wroxeter (Viroconium).
Nazwa drogi wzięła się od anglosaskiej nazwy Wæcelinga Stræt (droga ludu Wæcel) – a więc od plemienia Waeclingas.
W 60 lub 61 r. n.e. prawdopodobnie na Watling Street stoczona została krwawa bitwa pomiędzy rzymskimi wojskami Swetoniusza Paulinusa a zbuntowanymi Brytami dowodzonymi przez Boudikę.
Droga była wykorzystywana również w średniowieczu, stanowiąc m.in. granicę pomiędzy Danelagh a Wessex w traktacie pomiędzy Alfredem Wielkim a Guthrumem Starym.